# Demi-rond droit (diacritique)
Cette page contient des caractères spéciaux ou non latins. S’ils s’affichent mal (▯, ?, etc.), consultez la page d’aide Unicode.
Ne doit pas être confondu avec ʾ.
Le demi-rond droit est un signe diacritique utilisé dans l’alphabet phonétique international pour indiquer qu’une voyelle est plus arrondie. Il peut être souscrit au symbole de la voyelle, et, avant 1989, à la droite de celui-ci. Par opposition, le demi-rond gauche indique qu’une voyelle est moins arrondie.